# Escuela TV
Escuela TV fue un programa de televisión, emitido por Televisión española entre 1961 y 1963.

## Formato
Si bien el espacio contaba con precedente llamado Aula TV (desde 1958) de escasas ambiciones y duración limitada a cinco-diez minutos, Escuela TV se trató del primer gran intento de la televisión pública en España de fomentar la educación a través de la pantalla del televisor. Dirigido fundamentalmente a niños de primaria, contaba con diferentes secciones que abundaban en las materias propias del curriculum escolar. Así, inicialmente, colaboraron en el espacio los docentes Cipriano Torre Enciso (lecciones de cosas), Valerie Richardson (Inglés), Jesús de la Serna (Arte), Francisco Summers (Biología, zoología y botánica),  Ricardo Fernández de la Torre (Viaje por España) y Eduardo Delgado (Problemas y tests). Además, contaban con las ilustraciones de los hermanos Manuel y Guillermo Summers (en la que sería su primera experiencia televisiva). En octubre se renovó el equipo que aparecía ante la cámara, por las jóvenes presentadoras Pilar Cañada, Monique Asseray, Emma Pérez de Dios, Sol Díaz-Berrio, María del Carmen de la Torre, Adelita Reino, a las que ya en 1963 se sumaron Marisa Medina y Clara Isabel Francia.
Pocos meses después, el programa se desgajó con la aparición de Escuela TV, centrada en la formación  profesional (FP).
El programa finalizó, tras dos cursos escolares, en junio de 1963, en parte debido a que sus contenidos ni contaban con el respaldo ni respondían a las demandas del Ministerio de Educación.

## Academia TV
El 15 de octubre de 1962, y a iniciativa de Rafael Martín, se estrenó un programa hermano de Escuela TV, emitido de lunes a viernes inmediatamente después del anterior, y que completaba sus contenidos: Inglés para todos, Artes Plásticas, Divulgación Médica (primeros auxilios), Preliminar (Formación Preliminar), Secretariado (taquigrafía y mecanografía), Artesanía en pantalla (trabajos y labores), Formación cívica, Automóvil y circulación, Ciencia Española (sobre la labor del CSIC), Reportaje de la Cultura (documentales de la URI), Números (resolución de problemas matemáticos), Interpretación musical (la guitarra), El mundo de las alas (aviación), Paso de danza (ballet), Ciencia en imágenes (Documentales educativos), Orientación 
profesional, Hablar y Escribir (lengua española), Organización de Empresas, La Nueva Geografía (nuevos Estados), Iniciación a la música (cultura musical), La Mar (divulgación marina) y Foto-cine.
El programa supuso el debut ante las cámaras de la más tarde conocida presentadora Mari Carmen García Vela.
Academia TV se mantuvo en pantalla hasta el 29 de mayo de 1964 con 308 programas emitidos.